# Bermuda az 1992. évi téli olimpiai játékokon
Bermuda a franciaországi Albertville-ben megrendezett 1992. évi téli olimpiai játékok egyik részt vevő nemzete volt. Az országot az olimpián 1 sportágban 1 sportoló képviselte, aki érmet nem szerzett. Bermuda először vett részt a téli olimpiai játékokon.

## Szánkó
| Versenyző   | Versenyszám | 1. futam | 1. futam | 2. futam | 2. futam | 3. futam | 3. futam | 4. futam | 4. futam | Összesítés | Összesítés |
| Versenyző   | Versenyszám | Idő      | Hely.    | Idő      | Hely.    | Idő      | Hely.    | Idő      | Hely.    | Idő        | Helyezés   |
| ----------- | ----------- | -------- | -------- | -------- | -------- | -------- | -------- | -------- | -------- | ---------- | ---------- |
| Simon Payne | Férfi egyes | 47,741   | 31.      | 47,517   | 31.      | 47,942   | 29.      | 47,973   | 29.      | 3:11,173   | 30.        |